# بوفالو، شهرستان جکسون، ویرجینیای غربی
بوفالو (به انگلیسی: Buffalo) یک منطقهٔ مسکونی در ایالات متحده آمریکا است که در شهرستان جکسون، ویرجینیای غربی واقع شده‌است. بوفالو ۲۰۶٫۰۵ متر بالاتر از سطح دریا واقع شده‌است.